# Leif Børresen
Leif Giverholt Børresen (Larvik, 16 gennaio 1909 – Odense, 25 ottobre 1990) è stato un calciatore norvegese naturalizzato danese, di ruolo attaccante.

## Carriera

### Club
Børresen vestì la maglia del Fram Larvik e Boldklubben 1909. Børresen si trasferì a Odense in Danimarca nel 1932, e divenne un cittadino naturalizzato danese nel 1948.

### Nazionale
Disputò una partita per la Norvegia, segnando anche una rete. Il 6 settembre 1931, infatti, fu in campo nel pareggio per 4-4 contro la Finlandia, partita in cui andò a segno.